# NGC 1466
NGC 1466 is een bolvormige sterrenhoop in de Grote Magelhaense Wolk in het sterrenbeeld Kleine Waterslang. Het hemelobject werd op 26 november 1834 ontdekt door de Britse astronoom John Herschel.

## HD 24188 en HD 24115
Vanaf de aarde gezien bevindt de bolvormige sterrenhoop NGC 1466 zich schijnbaar net ten westen van de ster HD 24188. Amateurastronomen kunnen HD 24188 aanwenden als gidsster om op zoek te gaan naar NGC 1466. Nog dichter tegen deze bolhoop is de ster HD 24115 te zien, die echter qua helderheid veel zwakker is dan HD 24188.

## Synoniemen
- ESO 54-SC16